# Émetteur de Fort Lachaux

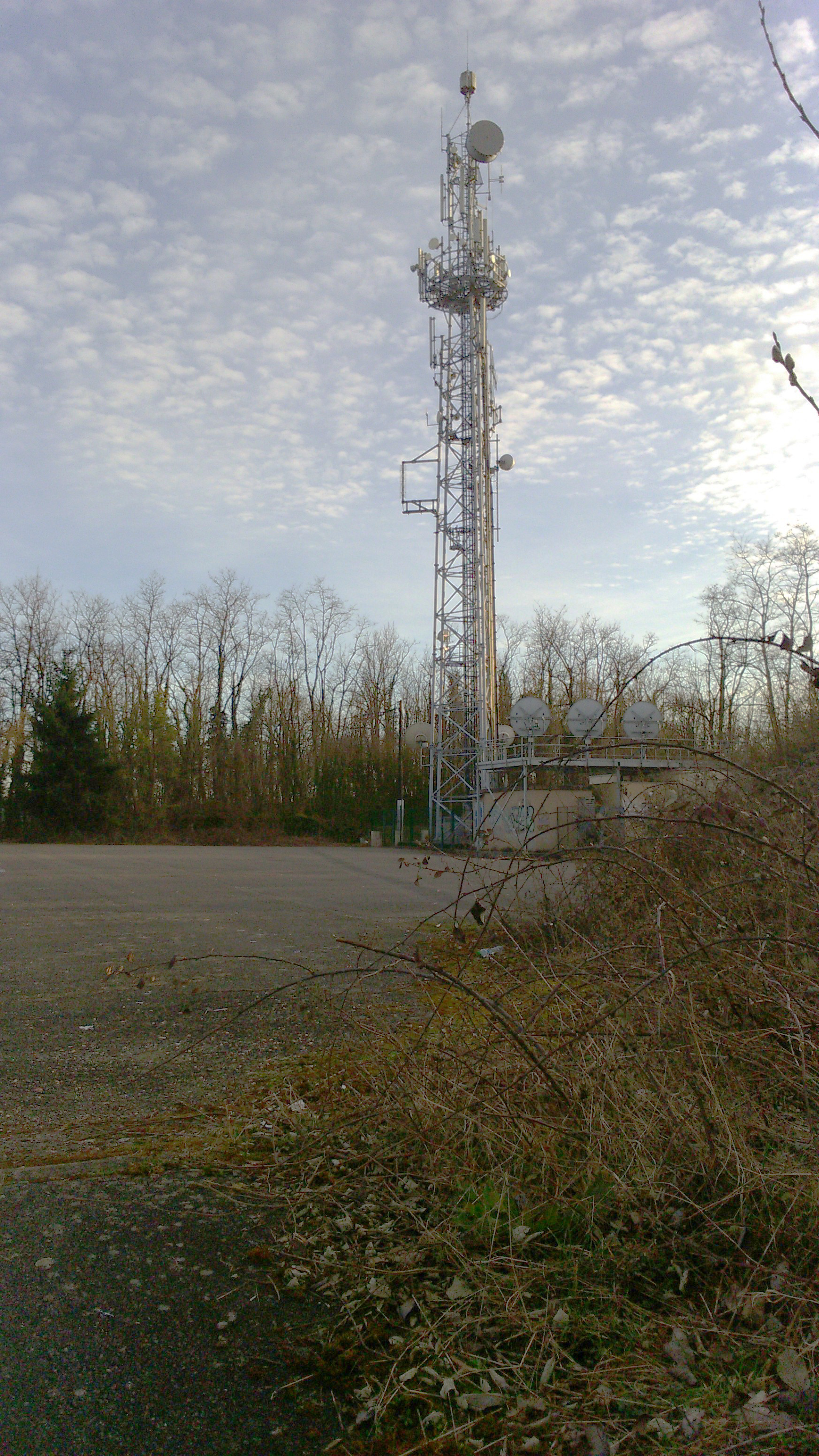
Emetteur fort Lachaux (2015)

L'émetteur de Fort Lachaux est un émetteur de radiodiffusion et de télécommunication situé au N-N-O de Montbéliard sur une colline culminant à 400 m dans le département du Doubs (25) et desservant l'agglomération de Sochaux-Montbéliard.
Ce site est faussement nommé par le CSA "Émetteur TV du Fort de la Chaux". Il est aussi connu comme Montbéliard-Fort Lachaux ou Grand Charmont.
Il est constitué d'un pylône auto-stabilisé de type treillis d'acier d'une hauteur de 40 m. La structure du château d'eau devrait accueillir les antennes TNT. La polarisation est verticale, contrairement au quasi reste de la France (éléments de l'antenne verticaux). 
La réception de la TNT sur Montbéliard et Belfort est opérationnelle depuis le 31 octobre 2007.
En cas de non-réception de la TNT, voir l'émetteur de Mulhouse (depuis juin 2007) ou l'émetteur de la Forêt de l'Arsot et l'émetteur du Lomont (où la TNT est active depuis le 11 mai 2010). 

## Télévision

### Analogique
Jusqu'au 16 novembre 2010, l'émetteur du Fort Lachaux émettait 2 chaînes en analogique pour Montbéliard :
| Chaîne          | Canal | Puissance (PAR) |
| --------------- | ----- | --------------- |
| France 5 / Arte | 38V   | 65 W            |
| M6              | 36V   | 65 W            |

### Numérique
Tous les multiplex sont diffusées depuis le château d'eau du Fort Lachaux par Towercast.
| Multiplex | LCN              | Chaînes                                                                           | Canal | Puissance (PAR) | Diffuseur |
| --------- | ---------------- | --------------------------------------------------------------------------------- | ----- | --------------- | --------- |
| R1        | 2 3 14 27 32     | France 2 France 3 Franche-Comté France 4 France Info France 3 Belfort-Montbéliard | 43V   | 35 W            | Towercast |
| R2        | 8 15 16 17 18    | C8 BFM TV CNews CStar Gulli                                                       | 44V   | 50 W            | Towercast |
| R3        | 4 26 41 42 43 45 | Canal+ LCI Paris Première Canal+ Sport Canal+ Cinéma(s) Planète+                  | 41V   | 39 W            | Towercast |
| R4        | 5 6 7 9 22       | France 5 M6 Arte W9 6ter                                                          | 23V   | 50 W            | Towercast |
| R6        | 1 10 11 12 13    | TF1 TMC TFX NRJ 12 LCP                                                            | 47V   | 38 W            | Towercast |
| R7        | 20 21 23 24 25   | TF1 Séries Films L'Équipe RMC Story RMC Découverte Chérie 25                      | 26V   | 42 W            | Towercast |
| R9        | 52 53            | France 2 UHD France 3 UHD                                                         | 40V   |                 | Towercast |

## Radio FM
| Fréquence | Station         | Catégorie          | Puissance (PAR) |
| --------- | --------------- | ------------------ | --------------- |
| 93.9      | Radio Classique | D                  | 200 W           |
| 107.7     | Autoroute Info  | Radio autoroutière | 200 W           |

## Téléphonie mobileet autres transmissions[6]
| Opérateur        | 2G  | 3G  | 4G  | FH  |
| ---------------- | --- | --- | --- | --- |
| Orange           | Oui | Non | Non | Non |
| SFR              | Oui | Oui | Oui | Oui |
| Bouygues Telecom | Oui | Oui | Oui | Oui |
| Free             | Non | Oui | Oui | Non |

- IFW (opérateur WiMAX) : BLR de 3 GHz
- TDF : faisceau hertzien